# Ballade số 3 (Chopin)
Ballade số 3 cung La giáng trưởng, Op. 47 là bản ballade thứ ba của nhà soạn nhạc Frédéric Chopin dành cho piano độc tấu. Bản nhạc được viết vào mùa hè năm 1841, được hoàn thành và xuất bản vào cùng năm. Ballade số 3 của Chopin là bản ballade duy nhất trong 4 bản Ballade của Chopin không kết thúc ở cung thứ. Bản ballade thường được biểu diễn trong khoảng thời gian từ bảy đến tám phút.

## Lịch sử
Bản ballade số 3 lần đầu tiên được đề cập đến trong một bức thư mà Chopin gửi Julian Fontana vào ngày 18 tháng 10 năm 1841. Bản ballade có thể đã được lên ý tưởng và sáng tác vào mùa hè năm 1841, trong khoảng thời gian tại điền trang của George Sand ở Nohant. Xuất bản đầu tiên của bản Ballade được phát hành ở Paris bởi nhà xuất bản M. Schlesinger vào Tháng 12, 1841, sau đó được phát hành ở Leipzig bởi nhà xuất bản Breitkopf & Härtel vào Tháng 1, 1842.
Bản ballade số 3 được Chopin đề tặng cho một trong những học trò của ông, Pauline de Noailles (1823–1844). Nhà soạn nhạc người Ba Lan Jan Kleczyński cho rằng cảm hứng của bản Ballade này xuất phát từ Undine, tên gọi theo tiếng Pháp của bản ballade Świtezianka của đại thi hào Adam Mickiewicz. Cảm hứng của bản ballade này, vẫn còn gây tranh cãi với cảm hứng của bản Ballade số 2, hoàn thành bởi chính Chopin vào năm 1839.

## Cấu trúc

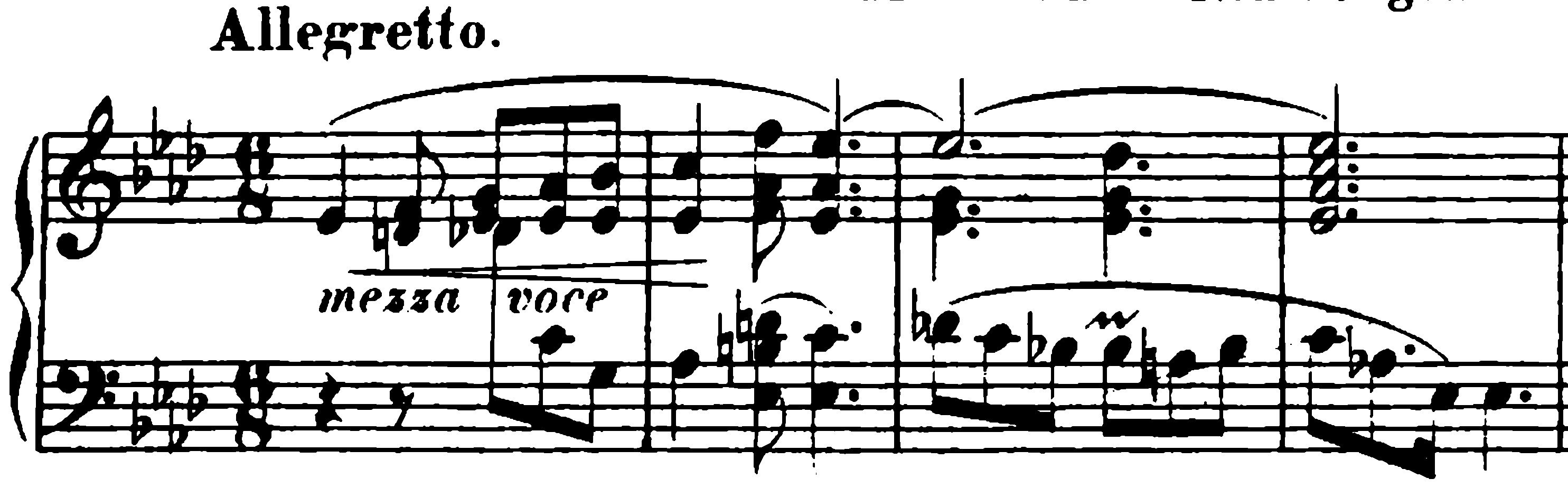
Phần mở đầu của Ballade số 3 (Chopin).

Bản ballade số 3 diễn tiến theo cấu trúc tương tự như một vòng cung: A-B-C-B-A, và kết thúc bằng một đoạn coda.
Phần "A" của bản ballade, được chia làm 2 phần, phần đầu ngân nga giai điệu của một bài hát, còn phần thứ hai vang vọng thanh âm của một vũ điệu. Trong bốn bản ballade mà Chopin sáng tác, bản ballade thứ ba là bản ballade có cấu trúc chặt chẽ nhất, sử dụng những hình thái phát triển để gia tăng nút thắt cho diễn biến bản nhạc. Bản ballade mở đầu bằng một chỉ dẫn, chơi trong êm ái (dolce). Về mặt chủ đề, phần mở đầu có chủ đề tách biệt so với phần còn lại của bản ballade, nhưng được lặp lại ở phần cao trào và phần kết của bản nhạc. Chủ đề ấy mang giọng điệu của lời kể chuyện sử thi – được cảm nhận từ những ô nhịp mở đầu của chủ đề đầu tiên vừa hát vừa kể, kết hợp với phần bổ sung náo động – như một phần giới thiệu cho những diễn tiến tiếp theo. Một chủ đề mới được xuất hiện sau phần mở đầu, với chỉ dẫn mezza voce (chơi một cách nhẹ nhàng, như đang hát bằng nửa giọng), gồm các nốt Đô lặp đi lặp lại trong hai quãng tám ngắt quãng ở tay phải. Chủ đề này được lặp lại thêm ba lần nữa trong bản ballade, hai lần lặp lại nốt Đô, và một lần lặp lại nốt La giáng.
Phần mezza voce sớm được phát triển thành một chủ đề bùng nổ, dữ dội ở hợp âm Fa thứ, rồi quay trở về La giáng. Sau đó, phần mezza voce được lặp lại, theo sau đó là một chuỗi liên hoàn các nốt móc kép, đi kèm với chỉ dẫn leggiero (chơi một cách nhẹ nhàng). Phần chạy hai quãng tám ngắt quãng quay trở lại, nhưng ở nốt La giáng thay vì ở nốt Đô, chuyển dịch chủ đề sang cung Đô thăng thứ. Chủ đề ban đầu của phần "B" sớm được phát triển, sử dụng các quãng chạy nửa cung rất nhanh bằng tay trái, kết hợp với những hợp âm lớn ở tay phải. Chủ đề thứ hai ấy mang đến sự lấp lánh cho câu chuyện: nó nhảy múa, quyến rũ, nhịp nhàng theo ý muốn và liên tục đảo phách. Sau đó, chủ đề này được phát triển đến cao trào, và đỉnh điểm là sự lặp đi lặp lại nhanh chóng của nốt Son thăng (như nhại lại chủ đề mezza voce) bên tay phải, và những mảnh ghép kiến tạo nên phần "C" xuất hiện bên tay trái, lan tỏa sức quyến rũ của mình khắp nơi, rồi biến mất.
Sự tái chuyển dịch (retransition, phân đoạn cuối cùng của hình thức phát triển diễn tiến trong một bản nhạc theo hình thức sonata) diễn ra trong khi cường độ âm thanh phát triển từ nhẹ nhàng (piano) chuyển sang mạnh mẽ (forte). Tay trái hình thành các quãng chạy nửa cung, đi kèm với các quãng âm thường lớn hơn một quãng tám. Âm giai của ballade dần đưa về cung La giáng trưởng. Trong phân đoạn cuối cùng của vòng cung, chủ đề "A" trong phần mở đầu quay trở lại theo quãng tám. Bản ballade kết thúc bằng một coda, với màn chạy một cách nhẹ nhàng (leggiero) và một đoạn arpeggio bên tay phải. Cuối cùng, bản ballade kết thúc một cách hoành tráng bằng bốn hợp âm. Tất cả các diễn tiến trong bản ballade đều được diễn ra giữa hai chủ đề đầu tiên – những chủ đề mang đầy chất âm hưởng và tràn đầy năng lượng, lớn lên và nở rộ trong sự trọn vẹn của âm thanh, lẫn nhau và đan xen, kết hợp với nhau và cuối cùng là tách biệt. Trong những khoảnh khắc ngây ngất ấy, những diễn tiến ấy biến đổi, đến mức vượt ngoài nhận thức của con người.